# Psi Persei
Désignations
Psi Persei (ψ Persei / ψ Per) est une étoile Be de la constellation boréale de Persée, distante d'environ 580 années-lumière de la Terre. Elle est visible à l'œil nu avec une magnitude apparente de 4,23.

## Environnement stellaire
Psi Persei présente une parallaxe annuelle 5,59 ± 0,22 telle que mesurée par le satellite Hipparcos, ce qui permet d'en déduire qu'elle est distante de 580 ± 20 a.l. (∼ 178 pc) de la Terre. Elle est membre de l'amas d'Alpha Persei, dont elle est l'une des étoiles les plus brillantes,.

## Propriétés
Psi Persei est une étoile bleu-blanc de la séquence principale de type spectral  B5Ve, ce qui indique qu'elle génère son énergie par la fusion de l'hydrogène en hélium dans son noyau. C'est une étoile à enveloppe qui possède un disque circumstellaire de gaz qui l'entoure à l'équateur et qui s'étend jusqu'à onze fois le rayon de l'étoile. Ce disque est à l'origine de raies en émission de l'hydrogène qui apparaissent dans son spectre, ce qui fait de Psi Persei une étoile Be (ce qui est indiqué par la lettre « e » dans son type spectral). De plus, cette enveloppe est à l'origine d'une variabilité de type Gamma Cassiopeiae de l'étoile, sur une période d'un jour environ.
Psi Persei tourne rapidement sur elle-même à une vitesse de rotation projetée (v sin i) à l'équateur de 390 km/s. Son axe de rotation est incliné de 75° ± 8° par rapport à la ligne de mire de la Terre, ce qui indique que cette vitesse est proche de sa véritable vitesse de rotation azimutale. L'étoile expulse de la masse à un taux de 5,0 × 10-8 masse solaire par an, soit l'équivalent de la masse du Soleil tous les vingt ans environ.

## Dans la culture
Avec α Persei, γ Persei, δ Persei, η Persei et σ Persei, ψ Persei fait partie d'un groupe d'étoiles parfois nommé dans la littérature anglophone the Segment of Perseus (« le segment de Persée »).
En astronomie chinoise, elle fait partie de l'astérisme Tianchuan, qui représente un bateau, et qui comprend, outre ψ Persei, α Persei, γ Persei, δ Persei, η Persei, μ Persei, 48 Persei et HD 27084.